# Ogyrides occidentalis
Ogyrides occidentalis är en kräftdjursart. Ogyrides occidentalis ingår i släktet Ogyrides och familjen Ogyrididae. Inga underarter finns listade i Catalogue of Life.